# Neuchâtel
Neuchâtel ([nøʃatɛl], en alemán Neuenburgⓘ) es una ciudad y comuna de la Suiza romanda, capital del cantón y del distrito de Neuchâtel. Está situada a orillas del Lago de Neuchâtel y sobre el flanco sur del macizo del Jura.
Tiene una población de 31.500 personas y se habla principalmente francés.

## Toponimia
La ciudad obtuvo sucesivamente los nombres de Novum Castellum, Novum Castrum (siglo XII), Neocomum (siglo XVI), Nuefchastel, Neufchastel y Neufchatel antes de adquirir el nombre de Neuchâtel a mediados del siglo XVIII. El significado es simplemente "castillo nuevo", en referencia al castillo erigido en el siglo X sobre un montículo de roca.
En alemán la ciudad se llamó Nienburg, luego Nuvenburch, Nuewenburg y finalmente Neuenburg a partir de 1725. Esos nombres son traducciones de Novum Castellum.
En arpitano, Neuchâtel se escribe Nœchâtél o Nôchâtél y se pronuncia localmente (Ntchatí).

## Historia
La ciudad es citada por primera vez en 1011. Fue gobernada por condes hasta 1458, año en el que pasó a la soberanía de la familia de Orléans-Longueville hasta 1707. Desde aquel año su soberano fue el rey de Prusia. En 1805, Napoleón entregó el Principado de Neuchâtel a Louis Alexandre Berthier hasta 1815, en el que finalmente se adhirió a la Confederación Suiza, aunque hasta 1848 permaneció el principado en unión personal con Prusia.

## Geografía
La ciudad de Neuchâtel se sitúa 38 km al oeste de Berna, a 106 km al norte de Ginebra y a 74 kilómetros al este de Besanzón. Neuchâtel limita al norte con las comunas de Valangin y Val-de-Ruz, al este con Enges, Cressier, Saint-Blaise y Hauterive, al sur con Cudrefin (VD), Vully-les-Lacs (VD) y Delley-Portalban (FR), y al oeste con Boudry, Milvignes y Peseux.
Se encuentra a 429 m s. n. m. y en las coordenadas 47° norte y 6º 58' oeste.

## Economía

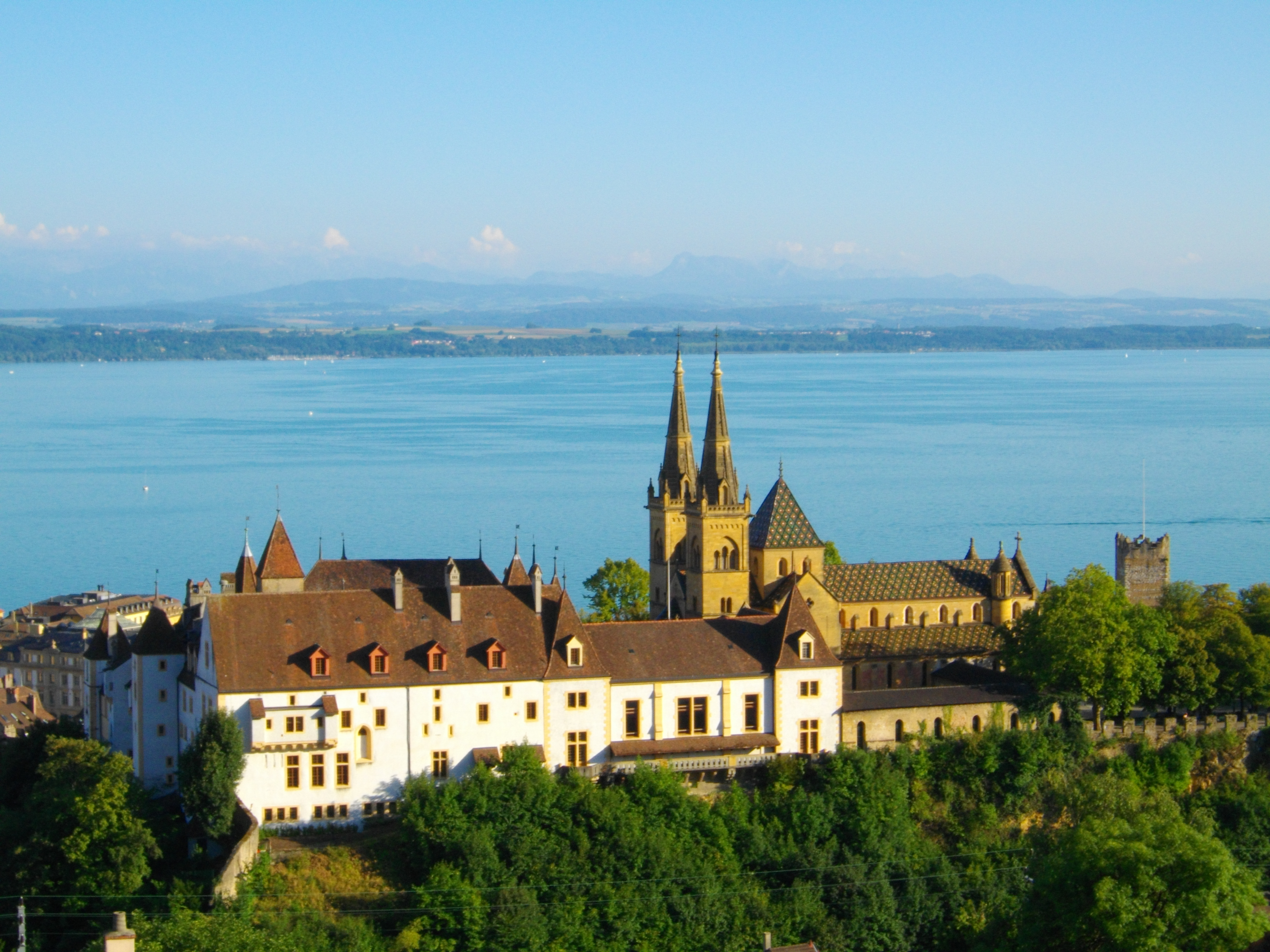
Vista del Castillo de Neuchâtel y de la Iglesia Colegial con el lago al fondo.

La economía de la ciudad ha estado desde hace siglos ligada a la administración y a la agricultura. En el siglo XVIII era el centro comercial por excelencia de los relojes y los pasteles.
En torno al siglo XIX se construyeron muchos hoteles en la ciudad con el fin de acoger al turismo que era cada vez más importante desde la llegada del ferrocarril.
Fue Philippe Suchard de quien emanó la industrialización de la ciudad, cuando en 1870 fundó su chocolatería, que en el futuro se convertiría en la propietaria de marcas del renombre de Milka o Chocolat Suchard.
Actualmente las empresas que mayor número de empleados tienen en la ciudad son la Philip Morris, con 1200 empleados, la Oficina Federal de Estadística (565 empleados), los laboratorios Baxter (440 empleados), la sociedad relojera Bulgari (400 empleados), entre otros.
La ciudad también alberga la Universidad de Neuchâtel.

## Deporte
- Neuchâtel Xamax, equipo local (Estadio de la Maladière).

## Transportes
Ferrocarril
Cuenta con una estación de ferrocarril, la estación de Neuchâtel, en la que efectúan parada numerosos trenes de larga distancia o de ámbito regional que la comunican con las principales comunas del cantón, otros cantones y ciudades suizas, teniendo también conexiones internacionales.

## Ciudades hermanadas
- Besanzón, desde 1975.
- Aarau, desde 1997.
- Sansepolcro, desde 1997.